# 講好中國故事
講好中國故事是中共中央總書記習近平提出的一個有關中華人民共和國對外宣傳的口號，由習近平在2013年8月全国宣传思想工作会议上首次提出。此後習近平在多個場合提到這個口號，有時會與「传播好中国声音」連用。2016年2月，习近平在中共中央新闻舆论工作座谈会上提出讲好中国故事的具体内容：讲好中国特色社会主义的故事、讲好中国梦的故事、讲好中国人的故事、讲好中华优秀文化的故事、讲好中国和平发展的故事。
2018年以来，中华人民共和国的一些地方开设了国际传播中心，其设立目的旨在加强对外宣传，并应对西方媒体对中国的负面报道。新加坡李光耀公共政策学院国际关系助理教授何莉菁认为，各省市相继设立国际传播中心说明“︁講好中國故事”︁的任务已下沉到地方。
2019年10月，香港中文大學新聞與傳播學院助理教授徐洛文（Lokman Tsui）告訴英國廣播公司（BBC）電視節目《Click》，「『講中國故事』這個概念在過去兩年獲得了極大的關注」，中國大陸編者認為「海外很多對中國的看法確實有誤解」；曾任央视英语频道主播的中國大陸學者于澤（Shirley Ze Yu）說：「中國是世界第二大經濟體，正在做任何其他處於這種地位的國家要做的工作。今天，中國確實欠世界一個自己的故事：一個從中國角度講的中國故事。我認為，這不僅是中國的特權，而且是一種責任。」